# 小笠原早紀
小笠原早紀（日语：／ Ogasawara Saki，3月29日—）是日本的女性聲優，青森縣出身。血型A型。賢Production所屬。

## 人物
以前的事務所為AS企劃，專門學校東京廣播學院畢業。第一回聲優獎新人發掘甄選出身。
2019年5月20日因為被診斷出舌癌，為了治療暫時停止聲優工作。9月9日宣布治療順利並重新回歸聲優工作。
2020年1月6日，於本人Twitter上宣布已與一般男性入籍。

## 演出作品
※粗體字為主要角色。

### 電視動畫
2009年
- 東京地震8.0

2011年
- 神的記事本（梅歐）
- 世界一初戀2（諮詢電話）

2012年
- 黃昏乙女×失憶幽靈（河東真奈子、女學生）
- 人類衰退之後（妖精）

2013年
- 現視研 二代目（重田三奈）

2014年
- Wake Up, Girls!（風山唯、男鹿生剝鬼）
- WIZARD BARRISTERS～弁魔士賽希爾（曲姬）
- 魔法科高中的劣等生（中条梓[7]）
- 約會大作戰II（米爾德蕾德·F·藤村[8]、魔術師）

2015年
- SHOW BY ROCK!!（柯莉恩特）

2016年
- 莉露莉露妖精～妖精之門～（琪啦啦、ウソポン、レディー、ダリア、金魚老師）
- SHOW BY ROCK!!#（柯莉恩特）

2017年
- 我的英雄學院 第2期（拳藤一佳[9]）
- 跳水男孩（沖津美波）
- Wake Up, Girls! 新章（風山唯）

2018年
- 我的英雄學院 第3期（拳藤一佳）

2019年
- 我的英雄學院 第4期（拳藤一佳）

2020年
- 魔法科高中的劣等生 來訪者篇（中条梓）

2021年
- 我的英雄學院 第5期（拳藤一佳）
- 魔法科高中的優等生（中条梓）

2022年
- 我的英雄學院 第6期（拳藤一佳）

2023年
- 偶像大師 百萬人演唱會！（野野原茜[10]）

2024年
- 我的英雄學院 第7期（拳藤一佳）

2025年
- 中禪寺老師妖怪講義錄 解謎就交給老師。（蓑田靜江[11]）

### OVA
2012年
- 處女愛上姊姊 2人的艾露達 THE ANIMATION（女學生）

2013年
- 少女與戰車OVA第5話 雪原戰爭！（妮娜）

2021年
- Alice in Deadly School（黃市惠美）

### 網路動畫
2005年
- SS GIRL（美美）

### 遊戲
2008年
- 時尚戀曲2（愛）
- 怒首領蜂大復活（ぱふぇ☆）
- 夢幻之星ZERO

2009年
- 太空侵略者EX 2

2010年
- 永恆的盡頭

2012年
- 倭人異聞錄 ～晨曦時，夢見兮〜（天虎[12]）

2013年
- 偶像大師 百萬人演唱會！（野野原茜[13]）
- 星霜的亞馬遜（歐梅佳[14]）
- 迷宮旅人2 王立圖書館與魔物封印（艾特莉西亞·維多爾·德·立茲艾法[15]）
- 偶像收集〜with you〜（甘味雪）

2014年
- 少女與戰車 戰車道的極致！（妮娜[16]）
- 相州戰神館學園 八命陣 天之刻（伊藤野枝[17]）
- 鬥神都市（克蕾莉亞[18]）
- 魔法科高中的劣等生 Out Of Order（中條梓[19]）
- 魔法科高中的劣等生 LOST ZERO（中條梓[20]）

2015年
- 車娘收藏（Stepwgn）
- 魔物娘的同居日常網頁遊戲版（碧絲葵、璠龍、琵絲、希蕾）

2016年
- Grand Summoners（リーゼ[21]）
- 徽章戰士女孩任務（谷川瑞穗）

2017年
- 偶像大師 百萬人演唱會！劇場時光（野野原茜）

2018年
- 少女與戰車 戰車夢幻大會戰（妮娜[22]）
- SHOW BY ROCK!!（柯莉恩特）

### 廣播劇CD
- 同學（女學生）
- !〜Be☆Yell〜
- 聖劍與魔龍的世界（燁澄·哈涅斯[23]）

### 影像商品
- THE IDOLM@STER MILLION LIVE! 3rdLIVE TOUR BELIEVE MY DRE@M!! LIVE Blue-ray 04@OSAKA【DAY2】（2016年）[24]

### 舞台
- 原創朗讀劇「怪物完全不可怕。」[25]（2018年11月1日－4日，築地Buddhist Hall）※和長久友紀共同演出[26]
- JPR BUFF製作「Wells -魔女與黎明之星-」（2019年12月21日－29日，新宿村LIVE！，作、演出：浮谷泰史）

## 外部連結
- 事務所公開簡歷 （页面存档备份，存于）（日語）
- 個人部落格（页面存档备份，存于）（日語）
- 小笠原早紀的X（前Twitter）（日語）